# 聖米格爾縣 (新墨西哥州)
聖米格爾縣（英語：San Miguel County）是美国新墨西哥州東北部的一個縣，面積12,265平方公里。根据2020年美國人口普查，本縣共有人口27,201人。縣治為拉斯維加斯。
本縣成立於1852年1月9日，縣名來自位居佩科斯河與舊西班牙小路交匯的「淺灘上的聖米格爾」（西班牙語：San Miguel de Bado）。

## 地理

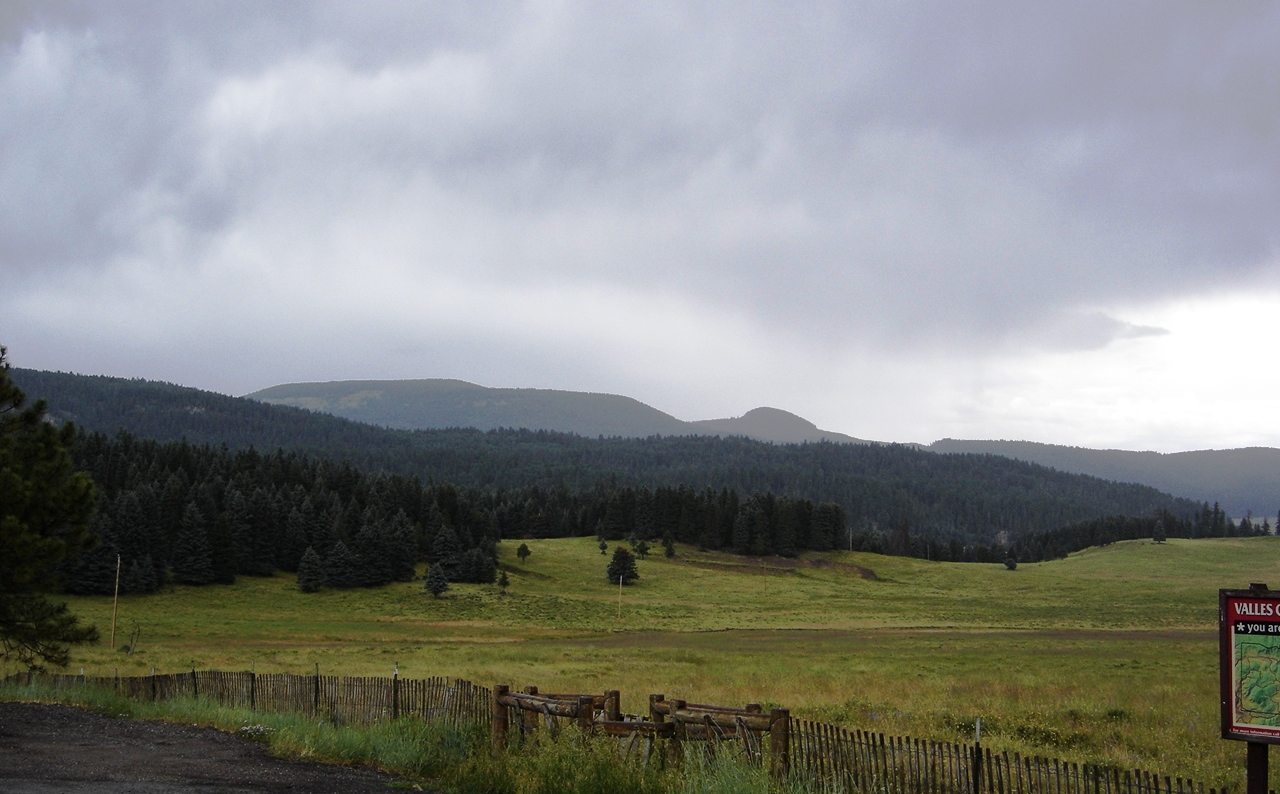
聖菲國家森林公園

根據2000年人口普查，聖米格爾縣的總面積為4,736平方英里（12,270平方），其中有4,717平方英里（12,220平方），即99.61%為陸地；19平方英里（49平方），即0.39%為水域。本縣既是新墨西哥州面積第九大的縣份，亦是美國面積第76大的縣份。

### 毗鄰縣
聖米格爾縣的毗鄰縣皆為新墨西哥州的縣份。
- 莫拉縣：北方
- 哈定縣：東方
- 奎伊縣：東南方
- 瓜達盧佩縣：南方
- 托蘭斯縣：西南方
- 圣菲县：西方

### 國家保護區
- 拉斯維加斯國家野生動物保護區（英语：Las Vegas National Wildlife Refuge）
- 佩科斯國家歷史公園（英语：Pecos National Historical Park）（部分）
- 圣菲国家森林（部分）

## 人口
| 调查年            | 人口   | 备注 | %±     |
| ----------------- | ------ | ---- | ------ |
| 1910              | 22,930 |      | —      |
| 1920              | 22,867 |      | −0.3%  |
| 1930              | 23,636 |      | 3.4%   |
| 1940              | 27,910 |      | 18.1%  |
| 1950              | 26,512 |      | −5.0%  |
| 1960              | 23,468 |      | −11.5% |
| 1970              | 21,951 |      | −6.5%  |
| 1980              | 22,751 |      | 3.6%   |
| 1990              | 25,743 |      | 13.2%  |
| 2000              | 30,126 |      | 17.0%  |
| 2010              | 29,393 |      | −2.4%  |
| [ 4 ] [ 5 ] [ 6 ] |        |      |        |

### 2010年
根據2010年人口普查，聖米格爾縣擁有29,393居民。而人口是由66.6%白人、1.4%黑人、1.7%土著、0.8%亞洲人、0.1%太平洋岛民、25.5%其他種族和3.9%混血构成。而西班牙裔或拉丁美洲人佔了人口76.8%。

### 2000年
根據2000年人口普查，聖米格爾縣擁有30,126居民、11,134住戶和7,537家庭。其人口密度為每平方英里6居民（每平方公里2居民）。本縣擁有14,254間房屋单位，其密度為每平方英里3間（每平方公里1間）。而人口是由56.22%白人、0.78%黑人、1.82%土著、0.54%亞洲人、0.08%太平洋岛民、36.21%其他種族和4.33%混血构成。而西班牙裔或拉丁美洲人佔了人口77.96%。
在11,134 住户中，有34.6%擁有一個或以上的兒童（18歲以下）、44.5%為夫妻、16.4%為單親家庭、32.3%為非家庭、26.6%為獨居、8.2%住戶有同居長者。平均每戶有2.58人，而平均每個家庭則有3.1人。在30,126居民中，有27.4%為18歲以下、10.9%為18至24歲、27%為25至44歲、22.9%為45至64歲以及11.7%為65歲以上。人口的年齡中位數為35歲，女子對男子的性別比為100：96.7。成年人的性別比則為100：93.9。
本縣的住戶收入中位數為$26,524，而家庭收入中位數則為$31,250。男性的收入中位數為$27,307，而女性的收入中位數則為$22,588，人均收入為$13,268。約19.9%家庭和24.4%人口在貧窮線以下，包括27.8%兒童（18歲以下）及25.9%長者（65歲以上）。